# Bürglein
Bürglein is een plaats in de Duitse gemeente Heilsbronn, deelstaat Beieren, en telt 373 inwoners (2007).